# Euploea browni
Euploea browni är en fjärilsart som beskrevs av Osbert Salvin och Frederick DuCane Godman 1877. Euploea browni ingår i släktet Euploea och familjen praktfjärilar. Inga underarter finns listade i Catalogue of Life.